# عنکبوت جهنده اوپتاتوس
عنکبوت جهنده اوپتاتوس (نام علمی: Zygoballus optatus) نام یک گونه از تیره عنکبوت‌های جهنده است.